# Вели-Мати Савинајнен
Вели-Мати Савинајнен (фин. Veli-Matti Savinainen; Еспо, 5. јануар 1986) професионални је фински хокејаш на леду који игра на позицијама крилног нападача.
Професионалну играчку каријеру започео је 2005. у екипи ХК ФПС у тадашњој другој лиги Финске, а две године касније потписао је уговор са једним од најуспешнијих финских тимова Есетом из Порија, са којим је у сезони 2012/13. освојио титулу националног првака Финске.
Током сезоне 2013/14. наступао је за руску екипу ХК Југра из Ханти-Мансијска у Континенталној хокејашкој лиги. Играо је још и за шведски Лександ, руски Торпедо, те од 2015. за финску Тапару са којом је освојио титуле националног првака у сезона 2015/16. и 2016/17.
Члан је сениорске репрезентације Финске за коју је на међународној сцени дебитовао на светском првенству 2013. године. Највећи успех у репрезентативном дресу остварио је на СП 2014. у Минску када је Финска освојила сребрну медаљу.